# Rosa salvaje
Rosa salvaje (no Brasil, Rosa Selvagem) é uma telenovela mexicana produzido pela Televisa e exibida entre 6 de julho de 1987 a 8 de abril de 1988, substituindo El precio de la fama e sendo substituída por El extraño retorno de Diana Salazar, em 200 capitulos de meia hora. 
Inspirada no romances La gata e La indomable de Inés Rodena, e em uma história de Abel Santa Cruz, foi adaptada por Carlos Romero, e produzida foi Valentín Pimstein.
Foi protagonizada por Verónica Castro e Guillermo Capetillo, e antagonizada por Laura Zapata, Liliana Abud, Edith González (que foi substituída por Felicia Mercado), Renata Flores e Claudio Báez.

## Sinopse
O drama conta a história de Rosa que vive com sua madrinha em um bairro muito pobre, ela é uma garota muito simples e se veste como um garoto. Ela foi abandonada pela sua mãe, Paulette. Num certo dia Rosa vai a uma mansão para roubar maçãs e conhece o dono da casa Ricardo.
Ricardo é um homem rico e que vive em constantes discussões com suas irmãs que sempre querem decidir com quem ele deve se casar.
Ricardo é bondoso com Rosa, diz que não chamará a polícia se ela lhe der algumas maçãs. Rosa se apaixona por ele, enquanto ele só decide casar-se com ela para provocar suas irmãs. Com o tempo Ricardo acaba se apaixonando por Rosa, porém suas irmãs vão fazer de tudo para atrapalhar a vida do casal.

## Elenco
- Verónica Castro.... Rosa García de Linares[2]
- Guillermo Capetillo.... Ricardo Linares
- Laura Zapata.... Dulcina Linares
- Liliana Abud.... Cándida Linares
- Edith González.... Leonela Villareal #1[3]
- Felicia Mercado.... Leonela Villareal #2
- Roberto Ballesteros.... Germán Laprida
- Claudio Báez.... Federico Robles
- Armando Calvo.... Sebastián
- Ada Carrasco.... Cármen
- Jaime Garza.... Ernesto
- Bárbara Gil.... Amalia
- Magda Guzmán.... Tomasa
- Mariana Levy.... Linda
- Irma Lozano.... Paulette
- Alejandro Landero.... Rigoberto
- Alejandra Maldonado.... Malena
- Servando Manzetti.... Eduardo
- Alberto Mayagoitia.... Pablo
- David Ostrosky.... Carlos
- Renata Flores.... Leopoldina
- Aurora Clavell....Madre de Ernesto
- Maleni Morales.... Miriam
- Gloria Morell.... Eduvíjez
- Beatriz Ornella.... Caridad
- Patricia Pereyra.... Norma
- Gustavo Rojo.... Padre Manuel de la Huerta
- Otto Sirgo.... Angel de la Huerta
- Gaston Tusset.... Roque
- Liliana Weimer.... Vanessa
- Antonio Valencia.... Jackson
- Mariagna Prats.... Fernanda
- Gerardo Murguía.... Martin
- Ninón Sevilla.... Zenaide
- Alejandro Montoya.... Gonzálo
- Beatriz Sheridan
- Erika Magnus
- Jacaranda Alfaro.... Irma
- Patricia Ancira.... Estrella
- Socorro Avelar
- Magda Karina.... Fernanda
- Ari Telch.... Jorge
- Meche Barba
- Carlos Becerril
- René Cardona.... Feliciano
- Alvaro Cerviño
- Hortensia Clavijo "La Cucara"
- Karina Duprez.... María Elena Torres
- Alicia Encinas.... Lulú
- Arturo García Tenorio....Maton
- Josefina Escobedo.... Pepina
- José Roberto Hill
- Gabriela Hoffer
- Alberto Insúa.... Nestor Parodi
- Beatriz Moreno.... Eulalia
- Rafael Inclán....Inspetor de policia
- René Muñoz.... Doutor
- Juan Carlos Serran.... Pedro Luis Garcia
- Mauricio Ferrari.... Carlos Monero
- Leonardo Daniel.... Enrique
- Roxana Saucedo.... America
- Eduardo Alcaraz.... Jefe de policía
- Javier Herranz.... Raul
- Lilia Aragón.... Silvia
- Raymundo Capetillo.... Doutor Reynaldo
- Eduardo Borja.... Hilario
- Rosita Bouchot.... La Tigresa
- Rafael del Villar.... Ramón
- Armando Palomo.... El muñeco
- Aurora Medina.... Mary
- Raquel Pariot.... Rosaura

## Exibição

### No México
A trama era exibida de segunda à sexta às 21:30 e apresentava capítulos de 30 minutos.
Foi reprisada pelo TLNovelas entre 24 de outubro de 2011 e 8 de março de 2012, substituindo Rosalinda e sendo substituída por Maria Mercedes.

### No Brasil
No Brasil, a trama foi exibida pelo SBT entre 20 de maio e 30 de setembro de 1991. Durante essa exibição, a atriz Verónica Castro fez uma visita ao Brasil.
Foi reprisada entre 4 de janeiro e 30 de julho de 1993 substituindo Ambição e sendo substituída pelo programa Casa da Angélica.
Foi exibida pela primeira vez pelo canal pago TLN Network entre 12 de Julho a 25 de novembro de 2010 substituindo Maria do Bairro e sendo substituída por Sigo te amando.
Foi exibida pela segunda vez pelo TLN Network entre 15 de Julho a 28 de novembro de 2013 substituindo Ambição e sendo substituída por Garotas Bonitas.
Foi exibida pela terceira vez pelo TLN Network entre 24 de Julho á 7 de dezembro de 2017 substituindo Laços de amor e sendo substituída por Amor Real.
Foi exibida pela quarta vez pelo TLN Network e se tornando-se a novela mais exibida pelo canal de 13 de fevereiro a 30 de junho de 2023 substituindo Apaixonando-me por Ramón e sendo substituída por Maria Isabel.

## Trilha Sonora
Lançada no Brasil em 1991, enquanto era exibida pelo SBT.
1. Tempos Modernos - Silvia Patrícia (Tema de abertura)
2. Busca - Fábio Júnior (Tema de Rosa e Ricardo)
3. Amor Do Futuro - Nill
4. Não Somos Iguais - Yuri
5. Me Tira Do Rumo - Rosanah Fienngo & Emanuel
6. Música e Lágrima - Rosanah Fienngo (Tema de Ernesto)
7. Longe Demais de Você - Julio Iglesias
8. Brincar De Viver - Guilherme Arantes
9. Nú De Corpo E Alma - Stryx
10. Cinema - Byafra
11. Prêmios e Indicações

## Prêmios e Indicações

### Prêmio TVyNovelas 1988
| Categoria                 | Nomeado(a)          | Resultado |
| ------------------------- | ------------------- | --------- |
| Melhor atriz protagonista | Verónica Castro     | Ganhadora |
| Melhor ator protagonista  | Guillermo Capetillo | Nomeado   |
| Melhor vilã               | Laura Zapata        | Ganhadora |
| Melhor vilã               | Felicia Mercado     | Nomeada   |

## Outras versões
- Rosa salvaje é baseada na radionovela "La Indomable" , que por sua vez é inspirada en "La gata", ambas de Inés Rodena.

- Por un beso, novela produzida por Angelli Nesma Medina em 2000 e foi protagonizada por Natalia Esperón e Víctor Noriega.

- Gata salvaje, novela produzida pela Venevisión em 2002 e protagonizada por Marlene Favela e Mario Cimarro.

- Seus Olhos, novela produzida em 2004 pelo SBT e teve Carla Regina e Thierry Figueira como protagonistas.

- La gata, novela produzida em 2014 e teve Maite Perroni e Daniel Arenas como protagonistas.